# Sten Sture den äldre

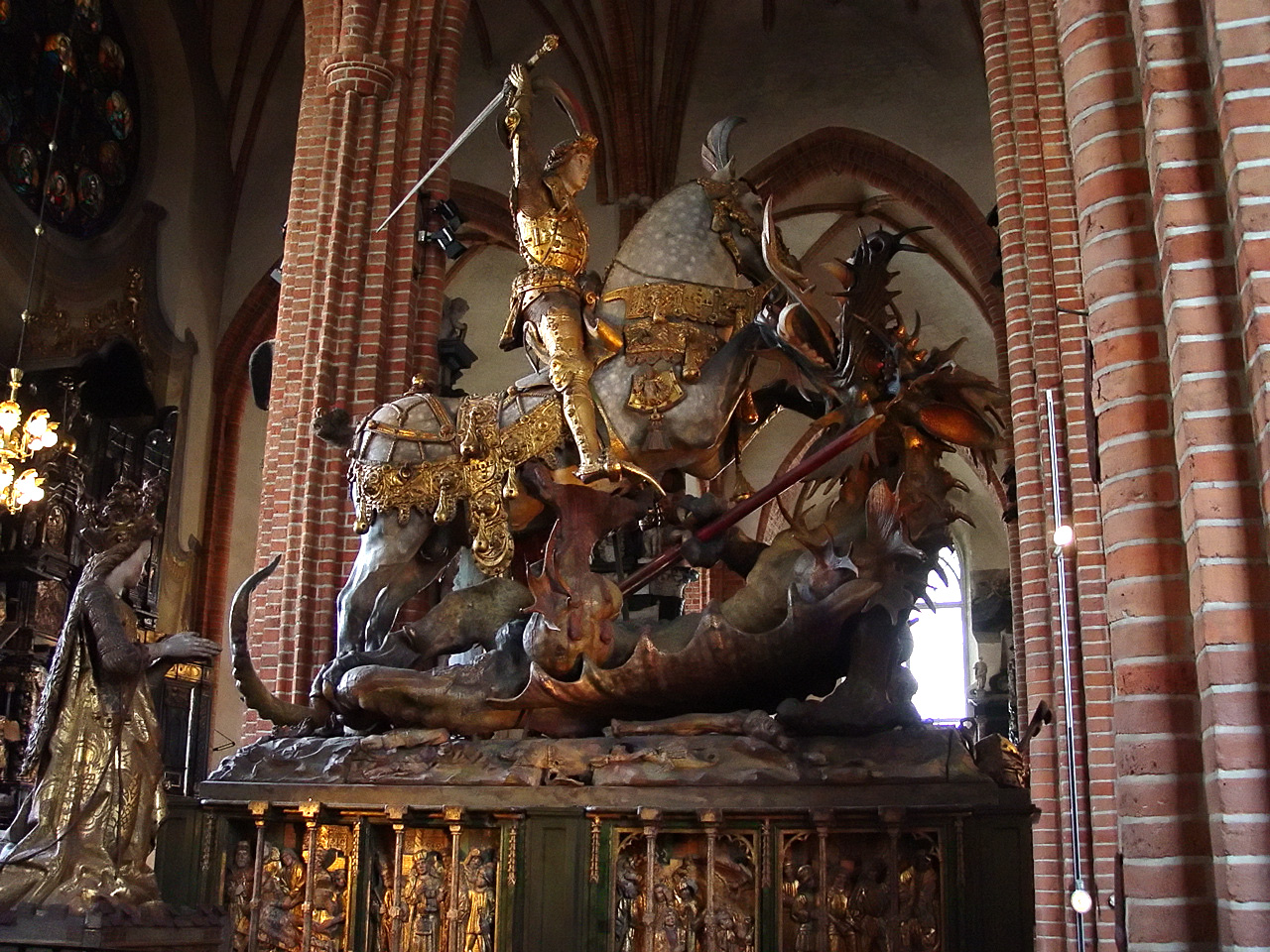
Sankt Göran och draken i Storkyrkan, en allegori över Sten Sture den äldres seger över danskarna i slaget vid Brunkeberg. Sankt Göran antas vara skulpterad med Sten Sture den äldre som förebild, och är det närmaste ett samtida porträtt som existerar.

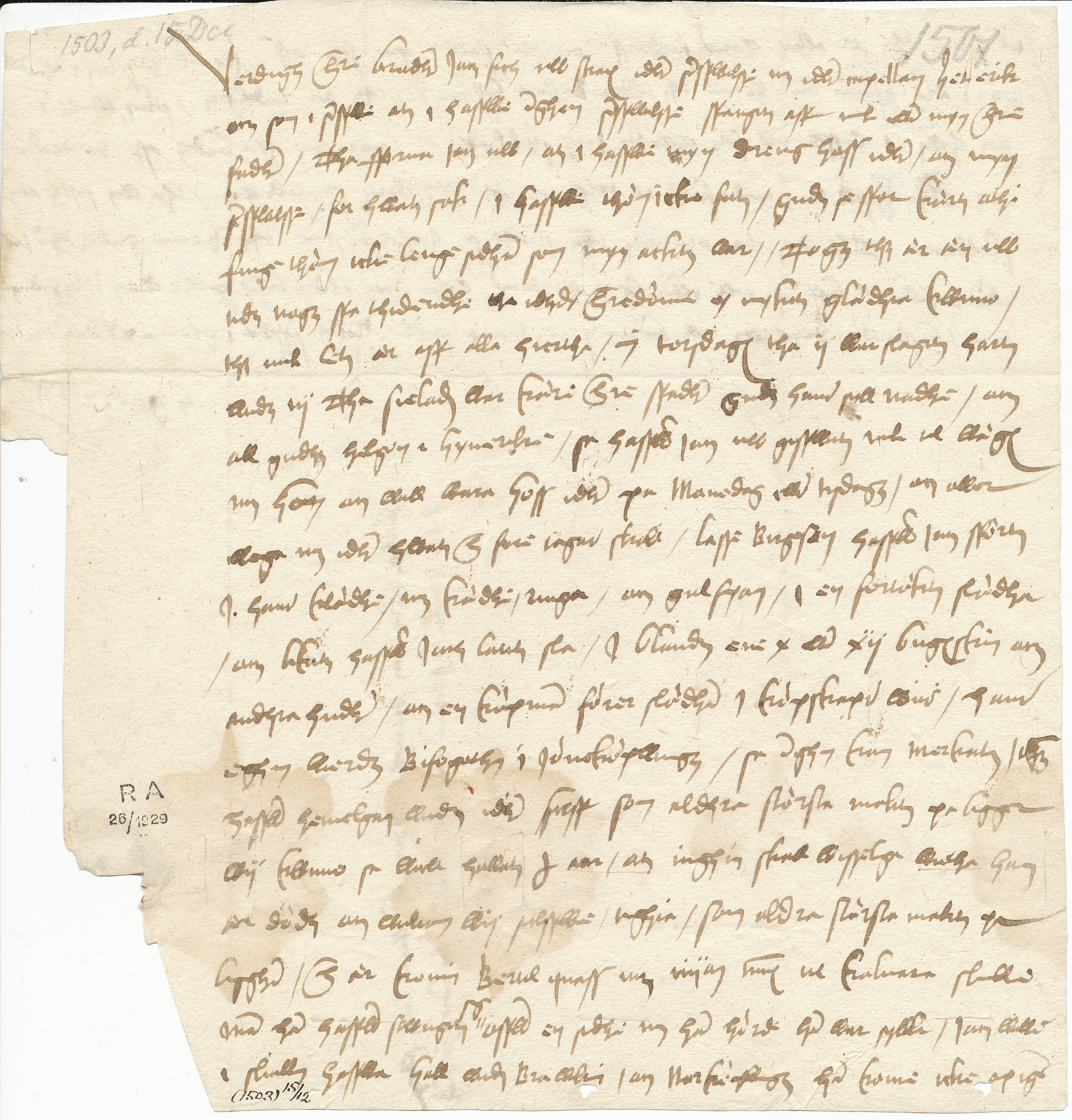
Hemming Gad meddelar Svante Nilsson att Sten Sture avlidit

Sten Sture den äldres intåg i Stockholm, målning av Georg von Rosen (1864).

Sten Sture den äldre, Herr Sten, född omkring 1440, död 14 december 1503 i Jönköping, var riksföreståndare över Sverige mellan 1470 (antagligen kring midsommartiden) och 1497 och därefter från 1501 fram till sin död, samt riddare och hövitsman över Stockholm. Han var gift med Ingeborg Åkesdotter (Tott) och segrare i slaget vid Brunkeberg.

## Biografi
Sten Sture var son till Birgitta Stensdotter, kung Karl Knutssons halvsyster, och Gustav Anundsson Sture, riksråd och hövitsman på Kalmar slott. Redan 1444, när Sten var fyra år, dog hans far Gustav. Modern gifte om sig med riksrådet Gustav Karlsson och Sten Sture uppfostrades förmodligen i deras hem; dels på Kalmar slott, där styvfadern en tid var hövitsman och dels på Ekholmens gård i Uppland. 
Släktskapen med kung Karl gav redan tidigt Sture en roll i inrikespolitiska konflikter, och under kungens sjuåriga landsflykt besökte han denne i Danzig. År 1464 deltog han i biskop Kettil Karlssons uppror mot kung Kristian I och segrade tillsammans med Kettill i segern vid Haraker, där den ihopsamlade dalahären tillfogade Kristian ett avgörande nederlag. Vid samma tid närmade han sig Axelssönernas mäktiga släkt, som fått anledning till fiendskap mot danske kungen. Han förlovade sig först med en dotter till Ivar Axelsson (Tott) vid namn Agneta och gifte sig, sedan denna före bröllopet avlidit, 1466 med Åke Axelsson Totts dotter Ingeborg. Herr Sten, som kallas riddare redan 1462 och senast 1466 inkallades i riksrådet, bodde denna tid på fädernegården Rävsnäs, till vilken han skrev sig. 
Sedan han genom framgångsrikt uppträdande under de inre oroligheterna 1466–1467 i förening med Nils Sture och Erik Axelsson banat vägen för kung Karls slutliga tronbestigning sistnämnda år, blev han 1469 av Erik Karlsson Vasas uppror mot Karl Knutsson nödsakad att på nytt gripa till vapen och vann 1470, med Nils Sture i spetsen för dalkarlarna, en betydande seger över upprorshären vid Uppbo färja i Dalarna. Då kung Kristian kort därefter inföll i Västergötland, vände sig Sture med stor snabbhet även mot honom och slog honom vid Öresten samma år. 
På sin dödsbädd anförtrodde Karl Knutsson honom alla de slott och städer som lydde under Karls omedelbara förvaltning (däribland Stockholm), och pekade alltså i själva verket ut honom som landets blivande styresman. 
Vid Karls död, 15 maj 1470, tog Sten Sture därför genast ledningen. Nästa midsommar valdes han av riksrådet till riksföreståndare, och mötet i Arboga i maj 1471, vid vilket även borgare och bönder var representerade, bekräftade denna status. 
Sveriges självständighet och hans egen ställning tryggades för tjugofem år framåt genom segern i slaget vid Brunkeberg den 10 oktober 1471. Sverige fick efter årtionden av nästan oavbrutna fejder en längre tids så gott som ostört lugn, och Brunkebergssegern medförde en nationell väckelse som leddes av riksföreståndaren. Den tog sig bland annat uttryck i grundläggandet av Uppsala universitet, som öppnades 1477 på initiativ av ärkebiskop Jakob Ulfsson, men under intresserad medverkan av Sten Sture. I riksstyrelsen stödde sig riksföreståndaren väsentligen på de lägre folkklasserna, som hyste varm tillgivenhet för honom, och han torde själv ha betraktat sig som efterföljare till Engelbrekt. Redan denna omständighet vållade efter hand en motsättning mellan honom och rådsaristokratien, framför allt biskoparna, och man kan betrakta Kalmar recess 1483 som ett tidigt uttryck av detta. Genom Kalmar recess erkändes kung Hans av Danmark mot Sten Stures vilja som svensk kung. 
Sten Sture var emellertid stark nog att, visserligen under stigande svårigheter, under 14 år förhindra recessens verkställande och kung Hans övertagande av regeringsmakten i Sverige. 
År 1487 drogs Ivar Axelssons län in, trots skarpt motstånd från herr Ivar, som var en betydande storman. Genom en skicklig diplomati i Rom, som framför allt knyter sig till Hemming Gadhs namn, blev det möjligt för Sten Sture att inte bara motverka danska bannlysningsförsök, utan också att förvärva sådana påvliga löften och medgivanden, som äventyrade den svenska hierarkins självständighet gentemot riksföreståndaren. I utrikespolitiskt hänseende försökte han fullfölja Karl Knutssons gamla tanke, att Sverige borde utnyttja den livländska ordensstatens begynnande upplösning för att där på ett eller annat sätt få inflytande. Samverkande olyckliga omständigheter, vilka Sture inte kunde bemästra, medförde emellertid till sist en kris för hans maktställning. Kung Hans sa 1493 upp ett förbund med den framträngande moskovitiske storfursten riktat mot Sverige, som därefter lät sina trupper infalla i Finland 1495. 
Under fälttåget som följde blev Sten Sture oense med Svante Nilsson, som visat skicklighet i kriget. Svante Nilsson reste i vredesmod hem till Sverige och lyckades tillsammans med ärkebiskopen Jakob Ulfsson vinna riksrådets majoritet för en politik, som åsyftade Sten Stures avsättning och kung Hans inkallande. I ett ögonblick, då riksföreståndaren med sina alltjämt trogna bondetrupper var på god väg att slå ner oppositionen, anlände den danske kungen med en stor här och flotta till Stockholm. Då danskarna den 28 september 1497 tillfogade en antågande dalahär betydande förluster i slaget vid Rotebro, och samtidigt blodigt slagit tillbaka ett av Sten Stures utfall från Stockholm, blev han tvungen att förhandla med den danske kungen.
Vid ett personligt möte mellan Hans och Sten Sture den 6 oktober 1497 lyckades de till slut komma överens. Hans skulle omedelbart ta över regeringsmakten, och Sten Sture skulle gottgöras med tillbörliga förläningar. Vid kungens kröning utnämndes Sten Sture till hans hovmästare och erhöll livstidsbrev på hela Finland och dessutom Nyköpings slott med mera i Sverige. När kungen kort därpå reste från Sverige, blev Sten Sture medlem i den tillförordnade regeringen. Förhållandet mellan Hans och herr Sten kom dock ganska snart att förete vissa slitningar, och 1499 minskades Sten Stures förläningar något.
Sten Sture medverkade i den sammanslutning mellan missnöjda svenska stormän, som närmast på Svante Nilsson (Sture)s initiativ började organiseras redan under 1500 och som den 1 augusti 1501 utmynnade i en sammansvärjning mot kungen och det danska väldet. När avsättningskriget mot kung Hans bröt ut kort därefter ledde det till att Sten Sture senare samma höst återigen valdes till riksföreståndare. Våren 1502 lyckades Hemming Gadh, som efter återkomsten från Rom blivit Sten Stures främsta stöd och rådgivare, återta slottet Tre Kronor i Stockholm för riksföreståndarens räkning. Med en uppbådad dalahär förmådde herr Sten till slut Jakob Ulfsson att böja sig för regementsförändringen. Vid 1503 års ingång var han på nytt herre över hela Sverige med undantag för Kalmar och Öland. 

### Död
På återresa från danska gränsen, dit han på senhösten 1503 lett kung Hans gemål, drottning Kristina, som tagits tillfånga i Stockholm, avled Sten Sture i Jönköping. Hemming Gadh hade varit hos honom vid dödsbädden, och efter vännens bortgång blev Hemmings första uppgift att vidta åtgärder för att hemlighålla dödsfallet tills man kunde vara säker på att Svante Sture skulle väljas som hans efterträdare. Målet var att hindra Hans från att utnyttja tronledigheten för att med våld försöka göra sig till Sveriges kung igen.
Men det fanns också andra skäl att hemlighålla dödsfallet. Bland herr Stens släktingar och vänner fanns flera som var fientligt inställda till Svante Sture. Inte minst väntade man sig motstånd från den avlidnes hustru Ingeborg, en förmodan som senare också visade sig vara sann. Innan hon kunde övertalas att överlämna de befästa slotten i Finland, som hon höll i sin makes namn, till herr Svante, försökte hon för sin egen del föra undan så mycket som möjligt av både förnödenheter och krigsmateriel. Men ännu mer bekymmersamt var situationen med rikets två viktigaste fästningar, Stockholm och Kalmar. Det fanns en risk att Ingeborg och hennes anhängare skulle försöka behålla dem för sig själva om de fick veta att herr Sten hade avlidit. När det gällde dessa fästen var det också nödvändigt att se till att de legoknektar som Sten Sture hade anställt fick ut sin sold för den senaste tiden. Om soldaterna inte fick sin lön, kunde både Stockholm och Kalmar gå förlorade.
I ett brev som Gadh skickade till Svante dagen efter Stens död, informerade han även om att en budbärare från fru Ingeborg hade stött på honom. Budbäraren bar med sig en betydande summa pengar avsedd för knektarna i Kalmar. Men när budbäraren fick höra att herr Sten var sjuk, hade han snabbt försvunnit. Doktor Hemming rådde nu herr Svante, som för tillfället befann sig på Stegeborgs slott, att stoppa budbäraren så att han inte kunde återvända till änkan med pengarna. Om fru Ingeborg själv skulle komma den vägen för att möta sin make skulle herr Svante använda list för att förhindra henne från att fortsätta resan.
Gadh kom på idén att placera den döde kroppen, insvept i djurhudar, i en köpmanssläde. På det sättet kunde den obemärkt transporteras från Jönköping till Stockholm. En av den avlidnes tjänare, som var ovanligt lik sin herre, klädde sig i hans kläder och red hans häst, men låtsades ha en allvarlig ögonsjukdom som herr Sten ofta brukade lida av. Därför hade han bandagerat sitt ansikte. När de stannade vid en rastplats, stängde de snabbt fönsterluckorna till hans rum och påstod att det var för att skydda den "sjuke" riksföreståndarens ögon. Om någon ville tala med herr Sten hänvisades de till Hemming. På Stockholms slott satt fru Ingeborg och väntade på sin make till julen. Han kom till slut, men visade sig alltså vara död. Slottets korridorer fylldes inte längre av riddare och män som skulle fira jul med Sveriges riksföreståndare – istället firades julen firades som en sorgehögtid.

## Eftermäle
Sten Sture begravdes 1504 i Mariefreds kartusiankloster, som han själv grundlagt, men hans stoft flyttades senare till Kärnbo kyrka och 1576 till Strängnäs domkyrka. Då graven 1698 såldes till Gustaf Otto Stenbocks änka, nedsänktes Stens och Gustaf Algotssons gravstenar i denna, men Gustav III lät 1774 lägga ner vad som fanns kvar av Sten Stures stoft i en praktfull sarkofag av grön marmor, som uppställdes i kyrkans högkor. 
Sveriges allmoge bevarade honom länge i tacksamt minne, och ännu vid Nordiska sjuårskrigets utbrott 1563 trodde sig Danmarks konung kunna förmå de svenska bönderna till avfall genom ett högtidligt löfte, att han ville återge dem samma lyckliga villkor, som varit dem beskärda under "gamle herr Sten". 
I sitt äktenskap med Ingeborg Åkesdotter (död 1507) efterlämnade Sture inga barn. Däremot hade han en utomäktenskaplig dotter Birgitta (död som nunna i Vadstena kloster 1536). En syster till honom var gift med Johan Kristiernsson, och till följd härav kom hans förmögenhet, som, dels genom arv – Sten Sture var den siste av en rik släkt – och dels genom klok hushållning, blivit mycket stor, att till väsentlig del hamna i Gustav Vasas ägo. 
Med Sten Gustavsson Sture utslocknade den äldre Stureätten, också kallad Sjöbladsätten efter sköldevapnets tre sjöblad i balk.
På 1870-talet utarbetade John Börjeson en skiss (nu i brons i Nationalmuseum) till ett storslaget monument över Sten Sture, avsett att resas i Stockholm. Efter ett antal pristävlingar fick Carl Milles i uppdrag att utföra statyn. Sten Sturemonumentet i Uppsala restes av studentkåren i Uppsala 1925. 
Sten Sture framstod för "många av vår tids svenskar som en av den nationella historiens hjältar". Men Sven Ulric Palme framställde honom i verksamheter där han blottade sin hänsynslöshet: som storfinansiär efter tidens mått och sed, godspolitiker och spekulatör i jord, affärsman på export, änkoplundrare och förfalskare. Hans bok väckte stort uppseende när den kom 1950 som en utmaning mot föråldrad och förstenad historiesyn. De traditionella klichéerna skalar han bort och kvar stod den politiska människan Sten Sture med en utomordentlig maktvilja. "Sten Sture har i livstiden själv dragit upp linjerna till det eftermäle han fått." Palme skriver:
| ” | Det är främst genom Gustav Vasa och genom Johannes Magnus det agitatoriska självporträttet förmedlades till en senare tids historiker för att av dem tas upp och införlivas med konservativ historisk uppfattning i detta land, så framgångsrikt att det ännu på 1960-talet, då sakernas rätta sammanhang sedan länge klarlagts, tedde sig nödvändigt att hellre skjuta Sten Sture i bakgrunden i en skildring av den svenska historien än att ge honom den plats han dock förtjänar som en av de mäktigaste och mest helgjutna politiska personligheterna i vår regentlängd. | „ |
| – | |   |

## Galleri

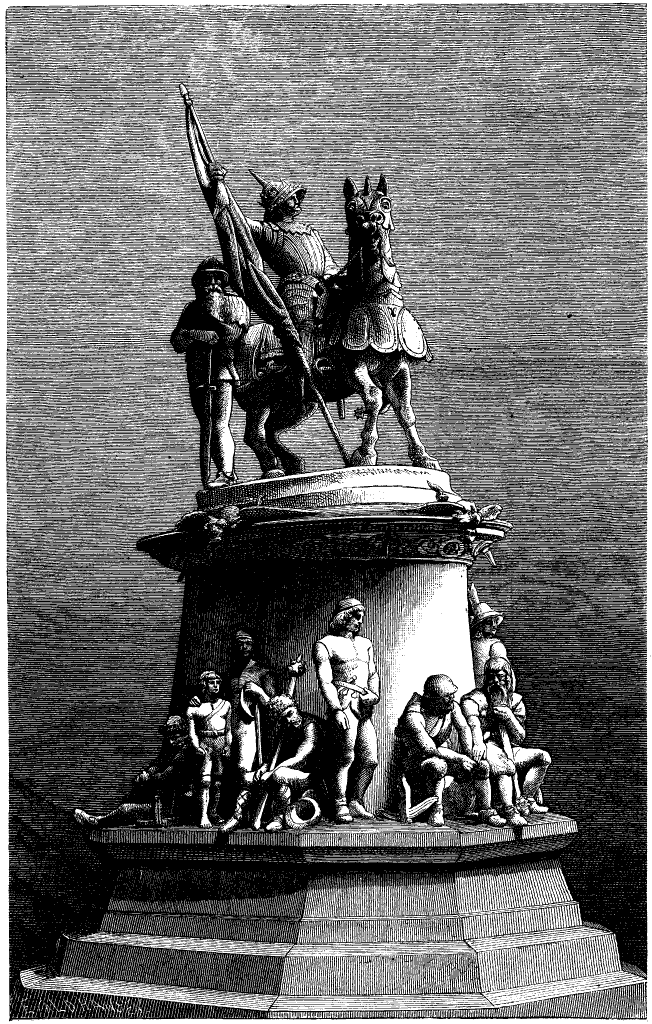
Förslag till Sten Sture den äldres minnesvård på Brunkebergstorg, modell av John Börjeson.
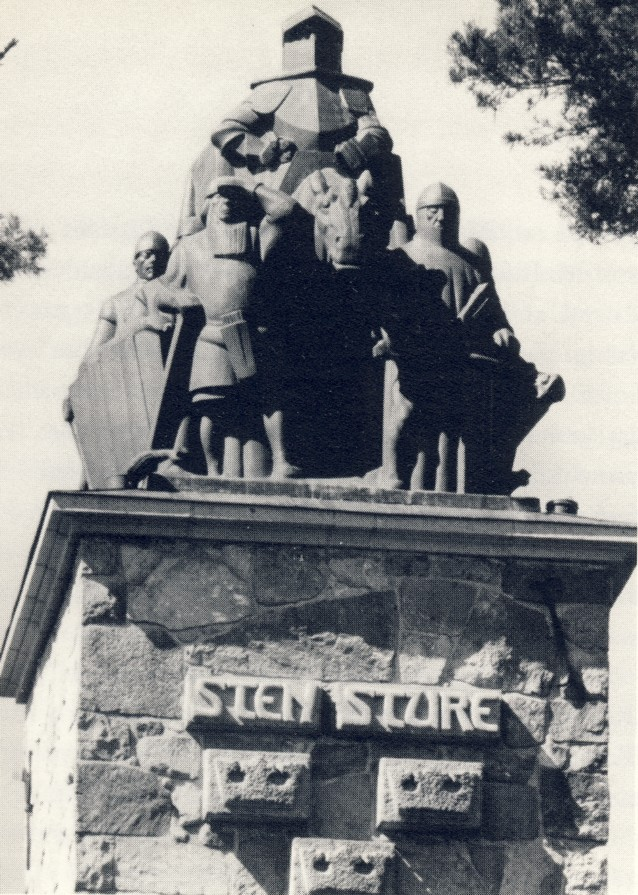
Sten Sturemonumentet i Uppsala, skulptur av Carl Milles, invigd 1925.
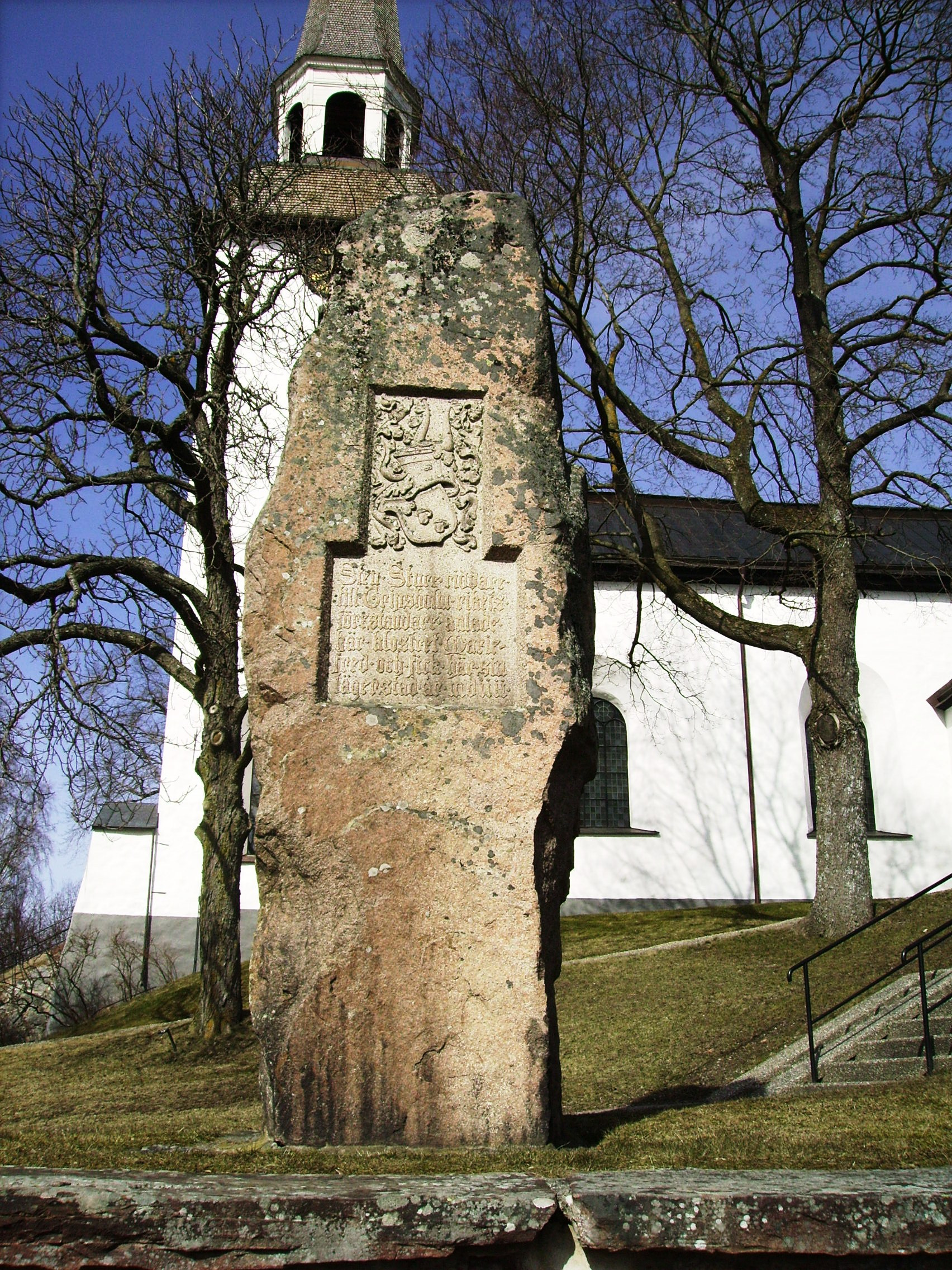
Sten Sture-stenen rest 1905 vid Mariefreds kyrka, på kyrkbackens södra sida vid framgrävd klosterruin.
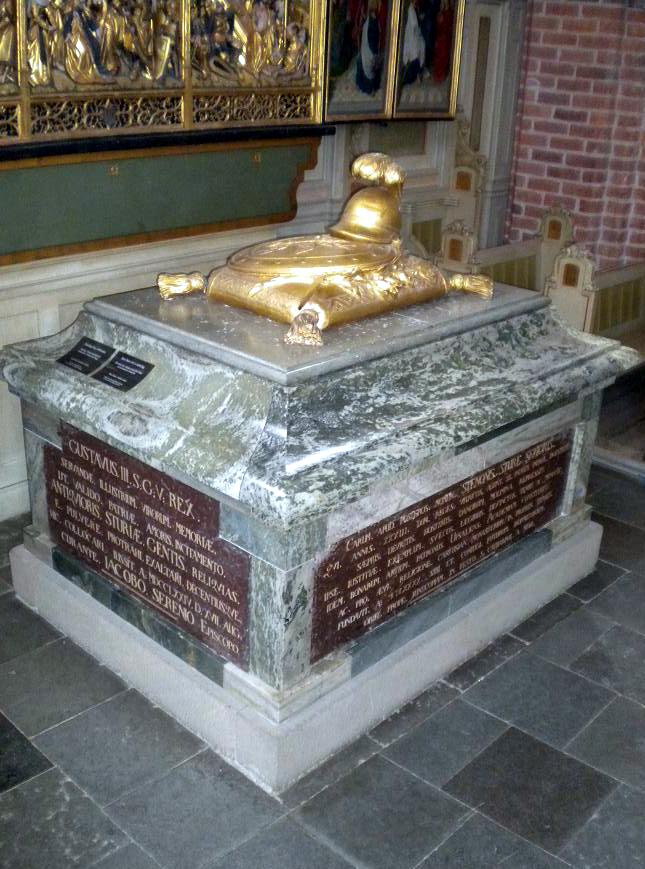
Sten Gustavsson Stures grav i Strängnäs domkyrka.